# Pachnoda rwandana
Pachnoda rwandana är en skalbaggsart som beskrevs av Rigout 1984. Pachnoda rwandana ingår i släktet Pachnoda och familjen Cetoniidae. Inga underarter finns listade i Catalogue of Life.